# Ibalia kirki
Ibalia kirki är en stekelart som beskrevs av Liu och Göran Nordlander 1992. Ibalia kirki ingår i släktet Ibalia och familjen skärknivsteklar. Inga underarter finns listade i Catalogue of Life.